# Cryphia deceptura
Cryphia deceptura là một loài bướm đêm trong họ Noctuidae.